# Theodoros Alyates
Theodoros Alyates (tiếng Hy Lạp: Θεόδωρος Ἀλυάτης) là một vị tướng người Đồng La Mã và là thân tín của hoàng đế Romanos IV Diogenes.
Alyates xuất thân từ khu vực Cappadocia (thuộc miền đông Thổ Nhĩ Kỳ ngày nay) và là một người bạn thân của Romanos, người đã ban tặng cho ông ta tước hiệu  proedros. Tại trận Manzikert, ông nhận lệnh chỉ huy hữu quân của quân đội hoàng gia. Ban đầu, tuy ông có thể chống trả được những cuộc tấn công của Người Thổ Seljuk, nhưng sau khi Andronikos Doukas phản bội Romanοs, người Thổ đã chớp thời cơ đánh tan tác người của Alyates.
Trong cuộc nội chiến tiếp theo giữa Romanos và Mikhael VII Doukas, Alyates đã ủng hộ Romanos và đã đưa binh lính từ Cappadocia và lính đánh thuê người Frank đến trợ chiến. Tuy nhiên, trong trận đánh mang tính quyết định tại Dokeia, ông đã bị đánh bại, bị bắt và bị quân lính nhà Doukas dưới sự chỉ huy của hai người con trai của Caesar Ioannes Doukas chọc mù mắt.